# ریگو (قشم)
ریگو، روستایی در دهستان سوزا بخش شهاب شهرستان قشم در استان هرمزگان ایران است.

## جمعیت
بر پایه سرشماری عمومی نفوس و مسکن در سال ۱۳۹۵، جمعیت این روستا برابر با ۴۶۵ نفر (۱۱۳ خانوار) بوده‌است.